# Orkla
Die Orkla ist ein 179 Kilometer langer Fluss in Innlandet und Trøndelag in Norwegen. Sie bildet den Abfluss eines Sees, des Orkelsjø bei Oppdal, fließt durch die Kommunen (nicht unbedingt durch die Ortschaften, so liegt der Ort Tynset am Glomma) Tynset, Rennebu und Orkland, ehe sie bei Orkanger in den Orkdalsfjord mündet, ein Seitenfjord des Trondheimsfjord.
Die Flussmündung war bis in die 1970er Jahre ein natürliches Delta mit ausgedehnten Feuchtgebieten und einem reichen Vogelleben. Der größte Teil des Deltas ist heute mit Kies aufgefüllt und mit Industrieanlagen bebaut. Westlich der Flussmündung hat ein kleiner Rest des Feuchtgebietes die Zeiten bis heute überdauert.
Der Fluss wird durch fünf Kraftwerke reguliert, die in den Jahren 1978–1985 gebaut wurden.
Die Orkla ist ein Fluss für die Lachsfischerei. Lachse kommen auf den unteren 88 Flusskilometern vor.